# Kunshan
Kunshan (xinès: 昆山市, pinyin: Kūnshānshì, també coneguda com Lucheng, en xinès: 鹿城市,Lùchéngshì) és una ciutat satèlit del gran Suzhou. És una ciutat a nivell de comtat al sud-est de la província de Jiangsu, limítrof amb Xangai a l'est i Suzhou a l'oest. Està sota l'administració de la ciutat-prefectura de Suzhou.

## Història
El comtat de Lou (婁縣) que administrava Kunshan i els voltants es va establir a la dinastia Qin. El 1724, el comtat de Kunshan es va dividir en el nou comtat de Kunshan i el comtat de Xinyang (新陽縣). El 1860, les rebel·lions de Taiping van capturar la ciutat emmurallada, després l'exèrcit la va recuperar el 1863. L'11 de novembre de 1911, els dos comtats es van separar de la cort Qing. El 1912, el comtat de Xinyang es va fusionar amb el comtat de Kunshan. El 15 de novembre de 1937, l'exèrcit japonès va capturar la ciutat emmurallada. El 13 de maig de 1949, el Partit Comunista Xinès controlava la ciutat emmurallada. El 28 de setembre de 1989, el comtat es va convertir en una ciutat a nivell de comtat.

## Economia
La composició del PIB local ha canviat dràsticament des del 1978. El 1978, el sector primari, el sector secundari i el sector terciari representaven el 51,4%, el 28,9% i el 19,7% respectivament. Tanmateix, les dades del 2015 eren del 0,9%, 55,1% i 44,0%. Kunshan també acull més de 1.000 empreses d'alta tecnologia que han contribuït a donar forma als quatre pilars econòmics de la ciutat: optoelectrònica, semiconductors, fabricació intel·ligent i RNAi i biomedicina.
El PIB total de Kunshan va ser de 316.000 milions de RMB, el 2016 va ser el número 1 de totes les ciutats xineses a nivell de comtat.
Kunshan també és la seu de molts taiwanesos que han invertit al llarg de les dècades des de l'obertura de la Xina al món a finals dels anys 70. Kunshan també és conegut com "Petit Taiwan" a causa de la gran comunitat taiwanesa. El 2020, el nombre de taiwanesos a Kunshan va ser superior als 100.000.